# William F. Lamb

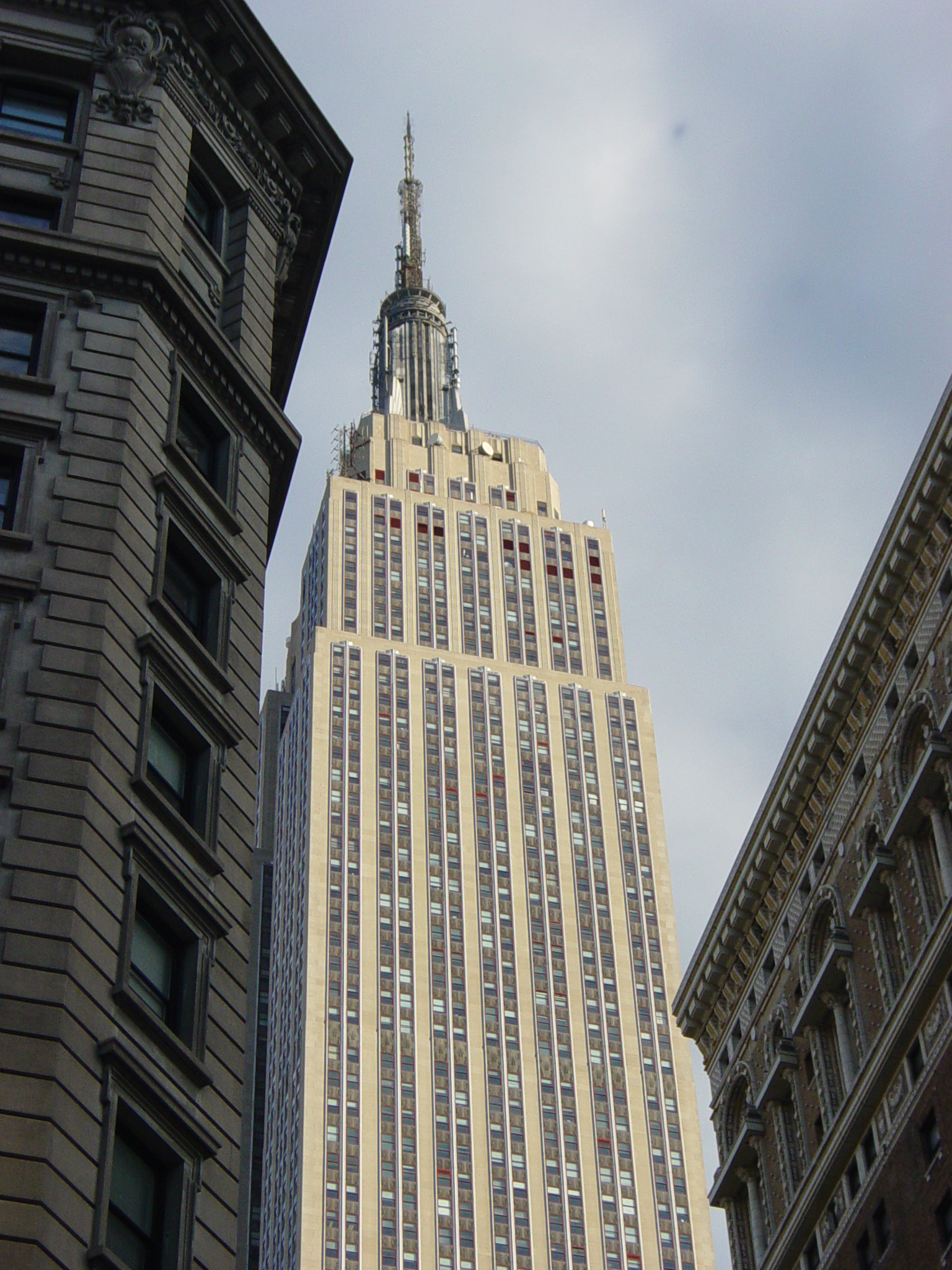
Ansicht des Empire State Buildings (1931 fertiggestellt).

William Frederick Lamb (* 21. November 1883 in Brooklyn; † 8. September 1952 in New York) war ein US-amerikanischer Architekt. Er war der Hauptarchitekt des Empire State Building.

## Leben
William F. Lamb wurde am 21. November 1883 in Brooklyn geboren. Damals gehörte Brooklyn jedoch noch nicht zu New York City. Lamb studierte an der Williams University in Brooklyn und später an der École des Beaux-Arts in Paris. 
Im Jahr 1925 gründete er mit dem Architekten Richard Shreve das Architekturbüro Shreve & Lamb. 1929 folgte Arthur Harmon, wodurch das Büro Shreve, Lamb and Harmon entstand. Dieses Büro entwarf einige bekannte Wolkenkratzer in New York, wie das Empire State Building und das Gebäude 500 Fifth Avenue (beide 1931 fertiggestellt).
William F. Lamb galt als Hauptarchitekt des Empire State Buildings, wenngleich auch Richard Shreve und Arthur Harmon an dem Entwurf beteiligt waren. Das Reynolds Building-Design war die Grundlage für die Gestaltung des Empire State Building. 
Das Empire State Building war von 1931 bis 1972 sogar das höchste Gebäude der Welt und von 2001 bis 2012 erneut das höchste Bauwerk New Yorks. 
1950 wurde Lamb zum Mitglied (NA) der National Academy of Design und der American Academy of Arts and Letters gewählt. Lamb verstarb im Jahr 1952.

## Werke

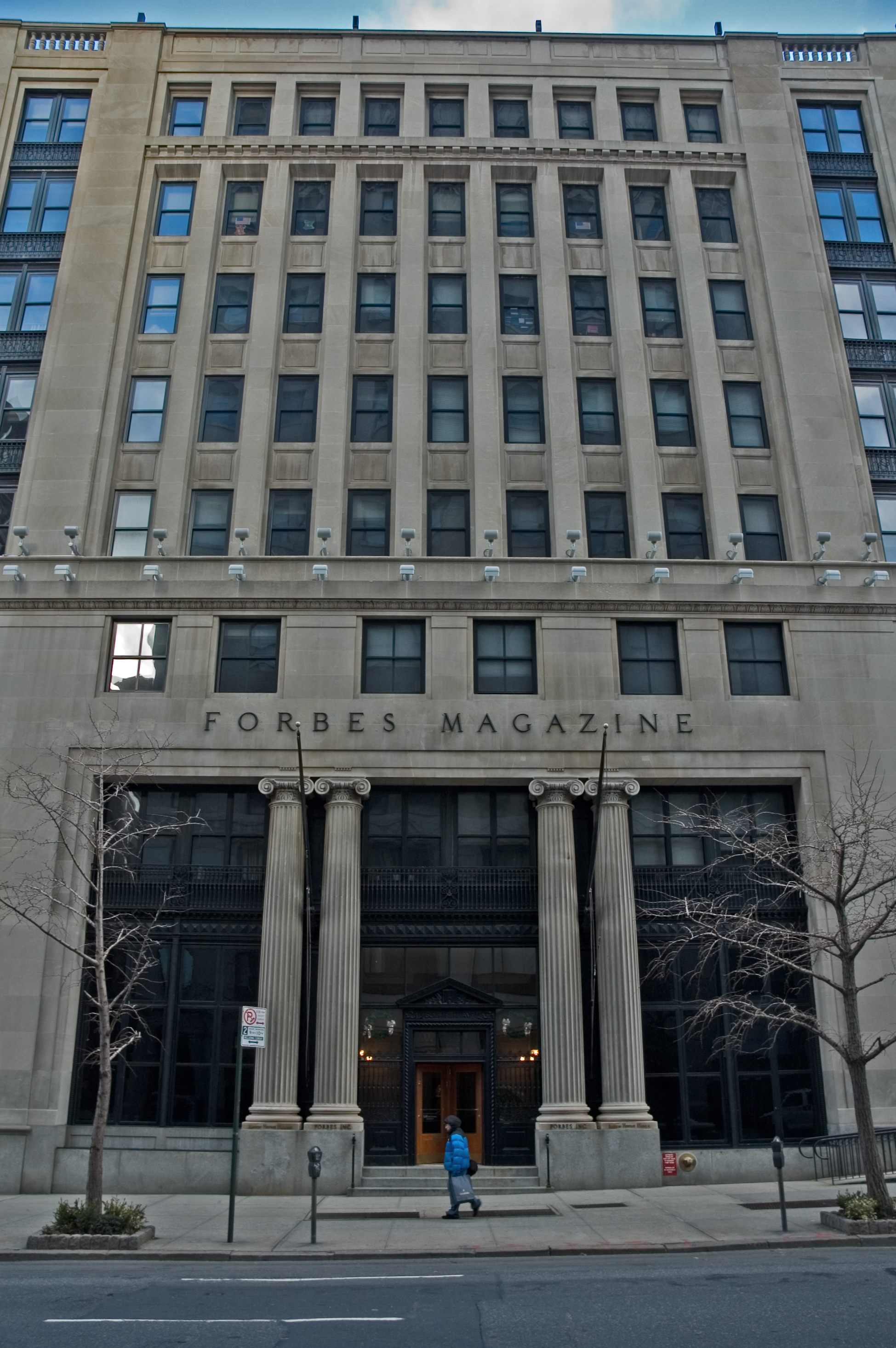
Ansicht des Forbes Magazine Building (1925).
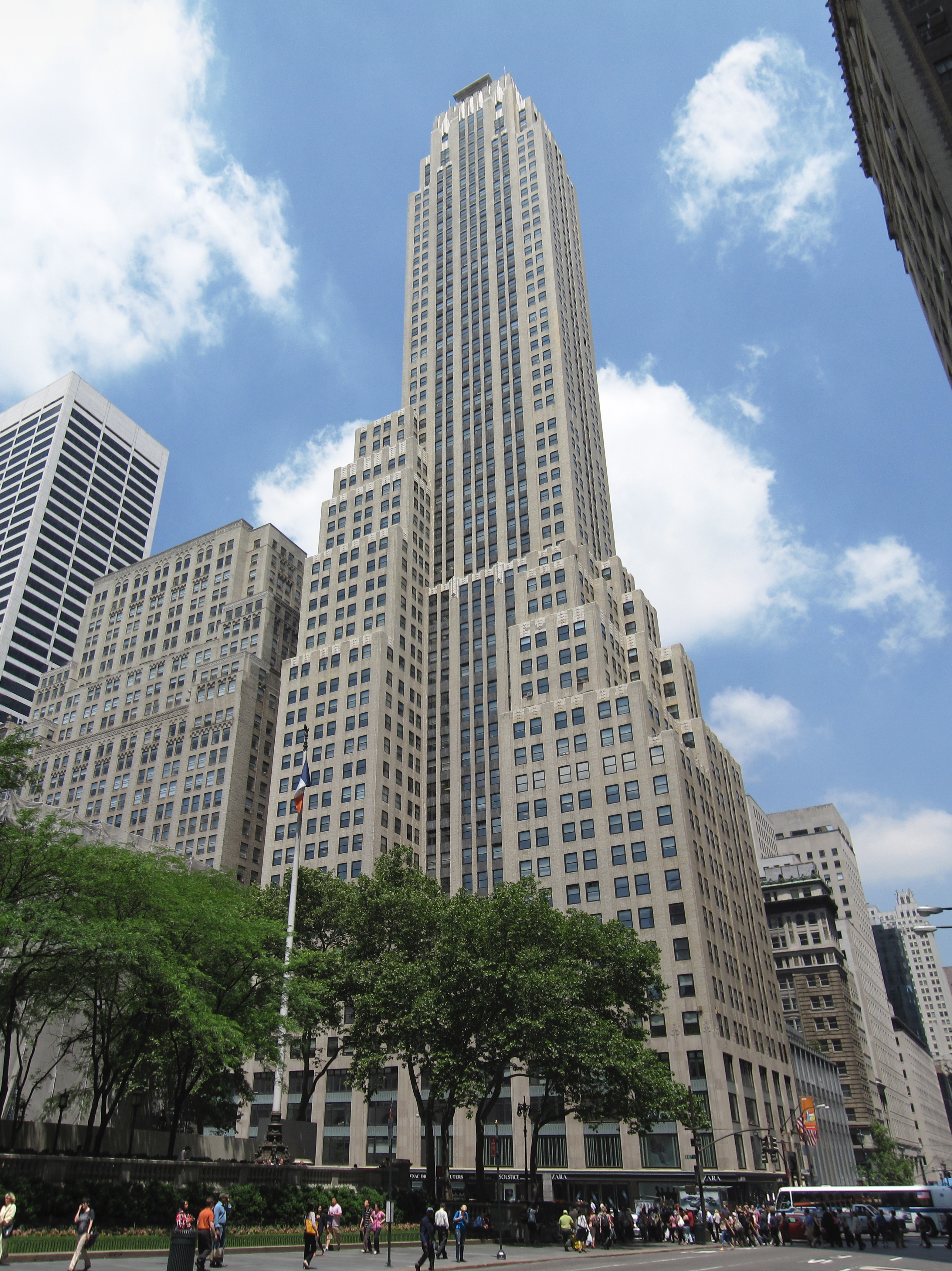
Ansicht des 500 Fifth Avenue (1931).